# میهو نوناکا
میهو نوناکا (انگلیسی: Miho Nonaka; ۲۱ مهٔ ۱۹۹۷) سنگ‌نورد زن اهل ژاپن است.